# غار سینه آفتاب شماره ۲
غار سینه آفتاب شماره ۲ مربوط به دوران پیش از تاریخ ایران باستان است و در ۶ کیلومتری شمال شرقیشهرستان مرودشت واقع شده و این اثر در تاریخ ۲ آبان ۱۳۸۲ با شمارهٔ ثبت ۱۰۵۳۲ به‌عنوان یکی از آثار ملی ایران به ثبت رسیده است.